# International Defence Exhibition

Логотип IDEX

The International Defence Exhibition (IDEX) —  одна з найбільш представницьких міжнародних виставок озброєнь, технологій безпеки від провідних виробників зі всього світу, що проводиться раз на два роки, починаючи з 1993 року, під патронажем Шейха Халіфа бен Заєд аль-Наян —  президента ОАЕ, за підтримки уряду та збройних сил країни в Абу-Дабі. IDEX вважається однією з найавторитетніших майданчиків у світі та найбільших на Близькому Сході.

## Виставки IDEX
- IDEX-1993 — перша міжнародна оборонна виставка, яка відбулася 15-18 лютого 1993 року;
- IDEX-1995 — друга міжнародна оборонна виставка, яка відбулася 20-23 березня 1995 року;
- IDEX-1997 — третя міжнародна оборонна виставка, яка відбулася 16-20 березня 1997 року;
- IDEX-1999 — четверта міжнародна оборонна виставка, яка відбулася 14-18 березня 1999 року;
- IDEX-2001 — п'ята міжнародна оборонна виставка, яка відбулася 18-22 березня 2001 року;
- IDEX-2003 — шоста міжнародна оборонна виставка, яка відбулася 16-20 березня 2003 року;
- IDEX-2005 — сьома міжнародна оборонна виставка, яка відбулася 12-17 лютого 2005 року;
- IDEX-2007 — восьма міжнародна оборонна виставка, яка відбулася 18-22 березня 2007 року;
- IDEX-2009 — дев'ята міжнародна оборонна виставка, яка відбулася 22-26 лютого 2009 року;
- IDEX-2011 — десята міжнародна оборонна виставка, яка відбулася 20-24 березня 2011 року;
- IDEX-2013 — одинадцята міжнародна оборонна виставка, яка відбулася 17-21 березня 2013 року;
- IDEX-2015 — дванадцята міжнародна оборонна виставка, яка відбулася 22-26 лютого 2015 року;
- IDEX-2017 — тринадцята міжнародна оборонна виставка, яка відбулася 19-23 лютого 2017 року.
- IDEX-2019 — чотирнадцята міжнародна оборонна виставка, яка відбулася 17-21 лютого 2019 року.
- IDEX-2023 — п'ятнадцята міжнародна оборонна виставка, яка відбулася 20-24 лютого 2023 року.[1]

## Галерея

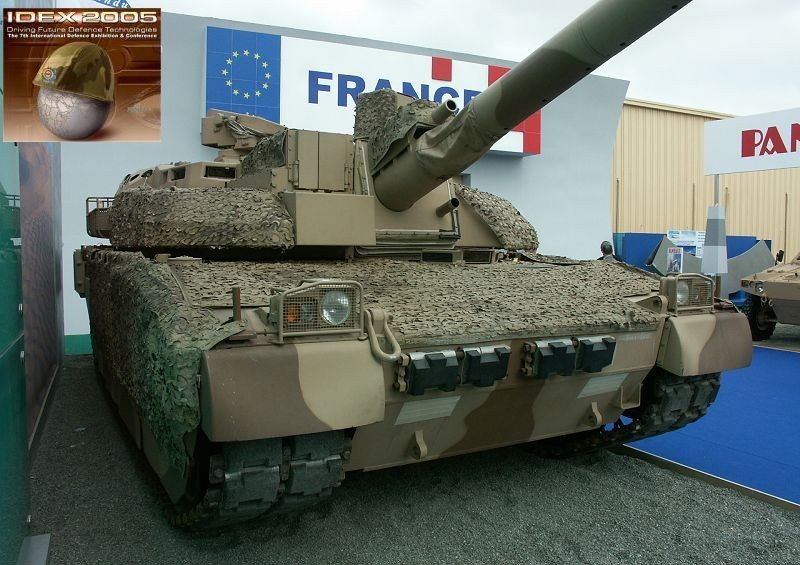
Експозиція IDEX-2005